# Centro sportivo Silvio e Luigi Berlusconi - Monzello
Il centro sportivo Silvio e Luigi Berlusconi - Monzello, noto precedentemente come centro sportivo Luigi Berlusconi, o semplicemente come Monzello, è un centro sportivo di Monza di proprietà comunale, dato in concessione alla società di calcio italiana dell'A.C. Monza.
La struttura ospita, dal 1992, gli allenamenti della prima squadra e gran parte delle attività del settore giovanile.
Il centro d'allenamento si trova in via Ragazzi del '99, in zona periferica del capoluogo brianzolo.

## Storia
Il centro sportivo fu inaugurato nel 1992 con la denominazione di "Centro Sportivo Monzello", situato in via Ragazzi del '99, nella periferia nord di Monza. L'impianto, di proprietà del Comune, fu concesso in gestione all'Associazione Calcio Monza e destinato ad ospitare gli allenamenti della prima squadra e delle formazioni giovanili del club biancorosso. Negli anni successivi, il centro divenne la sede principale delle attività sportive del club, nonché della sua sede amministrativa fino al 2022.
Per oltre due decenni, la struttura non fu oggetto di interventi significativi, presentando criticità strutturali e manutentive. La situazione cambiò nel 2018, quando la Fininvest acquisì il controllo dell'AC Monza, avviando un piano di riqualificazione dell'impianto. I lavori, iniziati nel 2019, portarono al risanamento delle aree verdi, alla ristrutturazione degli spogliatoi e alla realizzazione di nuove palestre e campi da gioco, rendendo il centro un polo sportivo moderno e funzionale.
L'8 ottobre 2022, in occasione della conclusione dei lavori di ristrutturazione, il centro fu intitolato a Luigi Berlusconi, padre di Silvio e Paolo Berlusconi, rispettivamente presidente e presidente onorario del club. Successivamente, il 12 giugno 2024, a un anno dalla scomparsa di Silvio Berlusconi, l'impianto assunse la denominazione di "Centro Sportivo Silvio e Luigi Berlusconi – Monzello", in memoria del presidente scomparso.
Oggi, il centro sportivo si estende su oltre 100.000 metri quadrati e ospita quotidianamente le attività della prima squadra, delle formazioni giovanili maschili e femminili, rendendolo uno dei pochi impianti in Italia capaci di accogliere tutte le squadre di un club di Serie A in un'unica sede.

## Struttura
Il Centro Sportivo Silvio e Luigi Berlusconi – Monzello si estende su una superficie di oltre 100.000 metri quadrati nella periferia nord di Monza, in via Ragazzi del '99. La struttura è progettata per ospitare le attività della prima squadra e di tutte le formazioni del settore giovanile maschile e femminile del club.
Il complesso comprende otto campi da gioco, di cui quattro in erba sintetica, e venti spogliatoi. Sono presenti tre palestre, tra cui una di nuova costruzione dedicata alla prima squadra, realizzata con struttura in legno lamellare e dotata di un'area fitness di circa 360 metri quadrati, servizi igienici, locali tecnici e una terrazza panoramica per l'osservazione degli allenamenti. La palestra è stata progettata con criteri di sostenibilità, includendo un impianto fotovoltaico sulla copertura.
All'interno del centro sono disponibili due aree per allenamenti specifici: un campo dedicato ai portieri e una "gabbia" per esercizi ad alta intensità. Inoltre, vi sono tre zone fitness all'aperto, comprendenti una vasca di sabbia, una stazione attrezzi e una salita per allenamenti.
Le strutture ausiliarie includono una sala video, una sala relax, un bistrot, uffici amministrativi e tecnici, un bar, un negozio ufficiale del club, una fan zone e un'area verde parzialmente aperta al pubblico. Grazie a queste dotazioni, il centro è in grado di accogliere quotidianamente circa 600 persone tra atleti e staff, ospitando una media di otto partite ogni fine settimana.

## Utilizzo

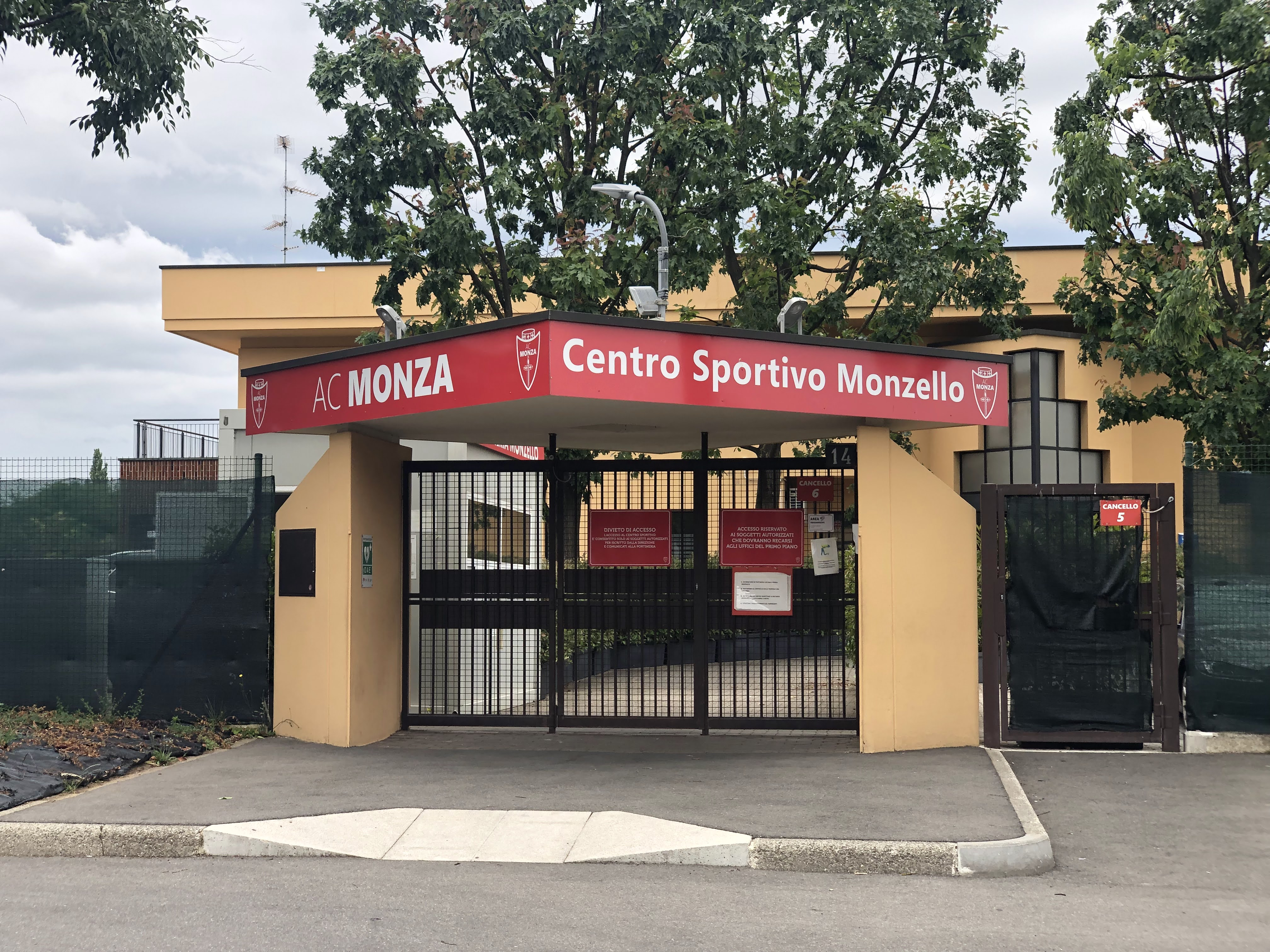
Il Monzello prima dei lavori del 2022.

Il Centro Sportivo Silvio e Luigi Berlusconi – Monzello è la sede operativa dell'Associazione Calcio Monza, ospitando quotidianamente le attività della prima squadra, del settore giovanile maschile e femminile, nonché dell'attività di base del club biancorosso.
La struttura accoglie gli allenamenti di 15 squadre: la prima squadra, 11 formazioni giovanili maschili e 3 femminili, coinvolgendo circa 600 persone tra atleti e staff tecnico. Inoltre, il centro ospita regolarmente le partite ufficiali delle squadre giovanili e femminili, tra cui la Primavera e le formazioni Under 18, Under 17, Under 16 e Under 15, sia maschili che femminili.
Il centro è anche sede di tornei e amichevoli per le categorie dell'attività di base, dall'Under 14 all'Under 8, contribuendo alla formazione e allo sviluppo dei giovani calciatori del vivaio monzese.